# CCDC51
CCDC51 (англ. Coiled-coil domain containing 51) – білок, який кодується однойменним геном, розташованим у людей на 3-й хромосомі. Довжина поліпептидного ланцюга білка становить 411 амінокислот, а молекулярна маса — 45 811.
| 10         |  | 20         |  | 30         |  | 40         |  | 50         |
| ---------- |  | ---------- |  | ---------- |  | ---------- |  | ---------- |
| MMGRSPGFAM |  | QHIVGVPHVL |  | VRRGLLGRDL |  | FMTRTLCSPG |  | PSQPGEKRPE |
| EVALGLHHRL |  | PALGRALGHS |  | IQQRATSTAK |  | TWWDRYEEFV |  | GLNEVREAQG |
| KVTEAEKVFM |  | VARGLVREAR |  | EDLEVHQAKL |  | KEVRDRLDRV |  | SREDSQYLEL |
| ATLEHRMLQE |  | EKRLRTAYLR |  | AEDSEREKFS |  | LFSAAVRESH |  | EKERTRAERT |
| KNWSLIGSVL |  | GALIGVAGST |  | YVNRVRLQEL |  | KALLLEAQKG |  | PVSLQEAIRE |
| QASSYSRQQR |  | DLHNLMVDLR |  | GLVHAAGPGQ |  | DSGSQAGSPP |  | TRDRDVDVLS |
| AALKEQLSHS |  | RQVHSCLEGL |  | REQLDGLEKT |  | CSQMAGVVQL |  | VKSAAHPGLV |
| EPADGAMPSF |  | LLEQGSMILA |  | LSDTEQRLEA |  | QVNRNTIYST |  | LVTCVTFVAT |
| LPVLYMLFKA |  | S          |  |            |  |            |  |            |

A: Аланін

C: Цистеїн

D: Аспарагінова кислота

E: Глутамінова кислота

F: Фенілаланін

G: Гліцин

H: Гістидин

I: Ізолейцин

K: Лізин

L: Лейцин

M: Метіонін

N: Аспарагін

P: Пролін

Q: Глутамін

R: Аргінін

S: Серин

T: Треонін

V: Валін

W: Триптофан

Кодований геном білок за функцією належить до фосфопротеїнів. 
Задіяний у такому біологічному процесі, як альтернативний сплайсинг. 
Локалізований у мембрані.